# Samo Šalamon
Samo Šalamon (10 september 1978) is een Sloveense jazzgitarist.

## Biografie
Samo Šalamon studeerde in Maribor klassieke gitaar. Eind 2000 ging hij naar New York, waar hij les had van John Scofield en, later, Rudy Linka, Tim Brady en Andrea Allione. In 2003 nam hij zijn debuutalbum Ornethology op, in Ljubljana, met Achille Succi, Salvatore Maiore en Zlatko Kaučičn. In 2005 volgde het live-album Kei’s Secret (met Succi, Carlo DeRosa en Tyshawn Sorey) en in 2008 een trio-album met Tim Berne en Tom Rainey (Duality). In de jaren erna werkte hij overwegend met eigen groepen, waarvoor hij ook componeert: zijn NYC Quintet (met Josh Roseman, Dave Binney, Mark Helias, Gerald Cleaver), het European Quartet (met Michel Godard, Luciano Biondini en Roberto Dani) en het Baseless Quartet (met 2014 John O’Gallagher, Loren Stillman, Roberto Dani). Tevens speelde hij in een duo met Howard Levy en met Stefano Battaglia (Winds, 2016).

## Discografie (selectie)
- Samo Šalamon Sextet: Ela’s Dream (Splasc(h) Records, 2005), met Kyle Gregory, Dave Binney, Achille Succi, Paolino Dalla Porta en Zlatko Kaučič
- Bas Trio: BRGS Time (2005), met Achille Succi, Jaka Berger
- Samo Salamon Quartet: Two Hours (Fresh Sound New Talent, 2006), met Tony Malaby, Mark Helias, Tom Rainey
- Samo Salamon NYC Quintet: Government Cheese (Fresh Sound New Talent, 2007)
- Samo Salamon & Aljoša Jerič Quartet Featuring Mark Turner (2008), met Mark Turner, Matt Brewer, Aljoša Jerič
- Samo Salamon Trio Live! (Samo 2009), met Michel Godard, Roberto Dani[4]
- Samo Salamon Bassless Quartet: 2Alto (SteepleChase Records, 2014)
- Samo Salamon Quartets: Stretching Out (2013), Bruno Chevillon, John Hébert, Roberto Dani, Gerald Cleaver, Donny McCaslin, Dominique Pifarély
- Samo Šalamon Sextet: The Colours Suite (Clean Feed Records, 2017), met Julian Argüelles, Achille Succi, Pascal Niggenkemper, Christian Lillinger, Roberto Dani
- Samo Šalamon, Szilárd Mezei, Achille Succi  Free Sessions Vol. 1: Planets of Kei (Not Two Records, 2017)